# Señores de la Magia
En el universo ficticio de los Reinos Olvidados, en el continente de Faerun, en el Reino de Athalantar, los Señores de la Magia fueron un grupo de magos mercenarios contratados en un principio por el príncipe Belaur para que este pudiera ascender al Trono del Ciervo, terminando así con un conflicto que mantenía con sus siete hermanos. El problema es que estos hechiceros impusieron poco después una tiranía de Magos en todo el Reino, y aunque oficialmente el gobernante era Belaur, por todos era conocido que los Señores de la Magia eran los verdaderos dirigentes del país. 
Durante los acontecimientos que se narran en Elminster, La forja de un Mago, el joven Elminster, después de un difícil y duro aprendizaje, acaba siendo un poderoso mago que cuenta con el favor de la Diosa de la Magia, Mystra. Este hechicero resulta ser uno de los príncipes de Athalantar, que juró que acabaría con la tiranía de los Señores de la Magia y con su tío (el Rey Belaur) después de que Heldon, su pueblo natal, fuera destruido y su gente exterminada por un Señor de la Magia cuando él contaba apenas con 12 años. Durante este ataque también murieron su padre (el príncipe Elthryn) y su madre (la hija de un guardabosques).
Finalmente, Elminster acaba son la tiranía de los Magos devolviendo la paz y la libertad al Reino de Athalantar. Este es el fin de los Señores de la Magia.